# Чумич, Никола
Никола Чумич (серб. Никола Чумић; род. 20 ноября 1998, Ужице) — сербский футболист, вингер клуба «Рубин» и сборной Сербии.

## Клубная карьера
Чумич — воспитанник клуба «Слобода». 13 мая 2015 года в матче против «Мачвы» он дебютировал в Первой лиге Сербии. В 2016 году Чумич перешёл в «Металац», подписав контракт на 3 года. 29 июля в матче против «Црвена Звезды» он дебютировал в сербской Суперлиге. 1 марта 2017 года в поединке против «Радника» из Сурбулицы Никола забил свой первый гол за «Металац». По итогам сезона клуб вылетел из элиты, но игрок остался в команде.
В начале 2019 года Чумич перешёл в «Раднички» из Ниша. 2 марта в матче против «Радника» из Сурдулицы он дебютировал за новую команду. 19 мая в поединке против «Младости» из Лучани Никола забил свой первый гол за «Раднички».
В начале 2020 года Чумич подписал контракт с греческим «Олимпиакосом», но был оставлен в «Раднички» на правах аренды ещё на полгода. Летом 2020 года игрок на правах аренды перешёл в хихонский «Спортинг». 26 сентября в матче против «Жироны» он дебютировал в Сегунде. 6 февраля 2021 года в поединке против «Логроньеса» Никола забил свой первый гол за «Спортинг». Летом того же года Чумич был арендован швейцарским «Люцерном». В матче против «Грассхоппера» он дебютировал в швейцарской Суперлиге. 28 ноября в поединке против «Базеля» Никола забил свой первый гол за «Люцерн».
Летом 2022 года Чумич вернулся на родину, став игроком клуба «Войводина». 4 сентября в матче против «Вождоваца» он дебютировал за новую команду. В этом же поединке Никола сделал «дубль», забив свои первые голы за «Войводину». Летом 2023 года Чумич перешёл в казанский «Рубин». 17 сентября в матче против санкт-петербургского «Зенита» он дебютировал в РПЛ.